# Łazy (powiat bocheński)
Łazy – wieś w Polsce położona w województwie małopolskim, w powiecie bocheńskim, w gminie Rzezawa.
Wieś duchowna, własność Opactwa Benedyktynek w Staniątkach położona była w drugiej połowie XVI wieku w powiecie szczyrzyckim województwa krakowskiego. W latach 1975–1998 miejscowość należała administracyjnie do województwa tarnowskiego. Integralne części miejscowości: Kiebło Łazowskie, Podjasień.
We wsi znajduje się Rolniczy Zakład Doświadczalny Uniwersytetu Jagiellońskiego, a w jego ramach doświadczalna winnica założona w 2004, oraz stacja naukowa Instytutu Geografii i Gospodarki Przestrzennej UJ prowadząca badania z zakresu: meteorologii, hydrologii, geomorfologii.
W roku 2021 we wsi mieszkało 1036 osób, z czego 51.4% stanowiły kobiety, a 48.6% – mężczyźni.

## Historia
Wieś „Nowa Brzeźnica”, a od roku 1317 zwana Łazy, była wsią klasztorną opactwa Benedyktynek w Staniątkach.
Istnieniu wsi potwierdza dokument z roku 1286, choć dotyczy to roku 1282, mowa w nim o lokacji nowej osady „Kiebło”. Fragment tego dokumentu brzmi ...„granice miasta Brzeźnicy, wsi Brzeźnicy Nowej i wsi, którą sołtys Hertmund może za zgodą klasztoru staniąteckiego osadzić, aż do Gorzkowa zwanego pospolicie „Wilcze Chyże” i naprzeciw Krzeczowa aż do Mysłowa”....
W roku 1317 Władysław Łokietek nadał ogólny przywilej klasztorowi staniąteckiemu zezwalający na przeniesienie na prawo niemieckie wsi klasztornych.
W latach 1641–1643 konwent sióstr benedyktynek prowadził spory ze starostą krzeczowskim Stanisławem Witowskim o swe dobra w Gorzkowie i Łazach. ...„Spór przybierał formę bardzo gwałtowną. przeciwko ksieni Trzcińskiej i prowadzącym sprawę komisarzom, Witowscy wystąpić mieli z hałastrą 1000 ludzi swoich (..). Zuchwalcy ci zepchnęli ksienię i całe towarzystwo do rowu, a jeden górnik zamierzył, się na nią siekierą i byłby niechybnie pozbawił ksenię życia, gdyby nie jeden z jej poddanych (..) nie był ją zasłonił rękoma swymi, ale z tej przyczyny postradał kilka palców”....
Wsie klasztorne były również zastawiane o czym mówi zdanie ...„wyraźna poprawa sytuacji materialnej konwentu nastąpiła za rządów ksieni Teresy Niewiarowskiej (1712–1728), którą wspomagał energiczny ksiądz Józef Radecki (zm. 1736), dany żołnierz, pełniący przez 20 lat w dobrach klasztornych funkcję ekonoma. Staraniem ksieni i ks. Radeckiego odzyskano zastawione majętności (m.in. wieś Łazy)”...
W 1945 r. utworzono w Łazach przeorat, by zachować te dobra dla klasztoru, funkcjonował on do roku 1974. Kaplica pod wezwaniem MB Bolesnej była erygowana w 1946 r., mieściła się w budynku obecnej stacji UJ. Siostry przeniosły się do Staniątek. Ks. kanonik Żelizko został przygarnięty przez ks. Jakubasa w Wiśniczu Starym.

## Folwark
Jan Długosz podaje o istnieniu młyna w Łazach. Młyn zakupny wymieniany jest w XVII wieku. Na folwarku znajdował się browar.
Nie jest wymieniona lokalizacja co najmniej dwóch kamieniołomów w okolicy Łazów, według użytej formy liczby mnogiej. Kamień był wykorzystywany do budowy dróg. Ślady jednego z nich, obecnie zupełnie zarośnięte znajdują się przy drodze z
Brzeźnicy do Poręby Spytkowskiej.
Folwark istniał w 1854 w Łazach, ale również w Gorzkowie i Podjasieniu. Majątek w Gorzkowie został sprzedany salinom bocheńskim w 1909 roku.

## Oświata
Szkoła w Łazach została założona w roku 1873. W czasie II wojny światowej, od 1 marca 1943 do 20 stycznia 1945 Andrzej Winiarski prowadził tajne nauczanie na poziomie szkoły powszechnej.

## Osoby związane z Łazami
- Jan Orzechowski – polski działacz polityczny związany z ruchem ludowym, poseł do parlamentu w Wiedniu.
- Michał Kopeć – pierwszy nauczyciel w Łazach, wcześniej w Brzeźnicy ur. 25 sierpnia 1844 roku. Żonaty z Heleną Pallan, córką Antoniego Pallana - leśniczego w dobrach staniąteckich. Społecznik, był prekursorem sadownictwa i pszczelarstwa w Łazach. Zmarł w 1936 roku.
- January de Jastrzębiec Domaszewski, dzierżawca Łazów – zmarł 1882 roku.

## Nazwy obiektów fizjograficznych
Blich, Bród, Głęboczki, Granice, Grobek, Grobla, Jeziorkówka, Kopaliny, Ligęzianka, Lipie, Łysa Góra, Młynarska Góra, Obrycie, Pasternik, Piaski, Poklasna, Przecznia, Przecznie Pola, Rackówki, Równia, Rudawy, Salamenówka, Sośnia, Świńska Krzywda, Urbaniec, Wielka Bania, Wielka Góra, Zagórze, Zadworze, Zawalanka.